# Eduard Orth (Landrat)
Eduard Orth (* 1830 in Windhausen; † 1895 in Braunschweig) war ein deutscher Verwaltungsbeamter.
Orth wuchs in Lengefeld (Fürstentum Waldeck) auf und besuchte die Landesschule Korbach. Danach studierte er an den Universitäten Göttingen und Erlangen Rechtswissenschaften. Ab 1863 war er als Referendar bei der Kreisdirektion Helmstedt beschäftigt, wo er 1864 bis 1871 Assessor war. Von 1886 bis zu seinem Tode 1895 war er Kreisdirektor im Landkreis Braunschweig.
Orth betätigte sich auch politisch in der NLP. Bei der Ersatzwahl am 16. März 1869 kandidierte er im Reichstagswahlkreis Waldeck-Pyrmont, unterlag aber seinem Parteifreund Wilhelm Wehrenpfennig mit 1543 zu 2069 Stimmen. Auch bei der Reichstagswahl 1871 kandidierte er im gleichen Wahlkreis, konnte sich aber nicht gegen Johannes Miquel durchsetzen (1077 zu 4001 Stimmen).